# Luzula hawaiiensis
Luzula hawaiiensis là một loài thực vật có hoa trong họ Juncaceae. Loài này được Buchenau mô tả khoa học đầu tiên năm 1879.

## Hình ảnh

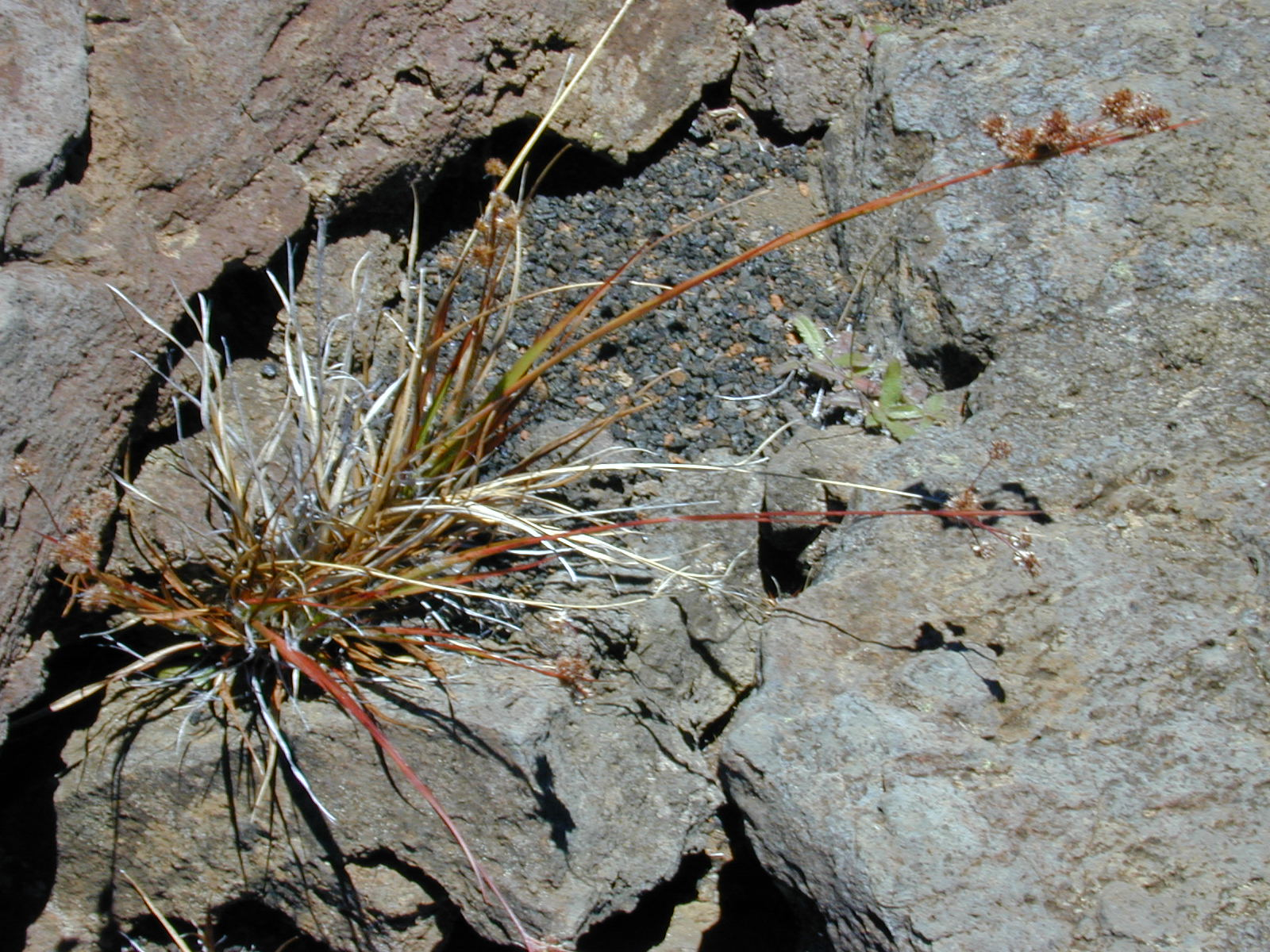
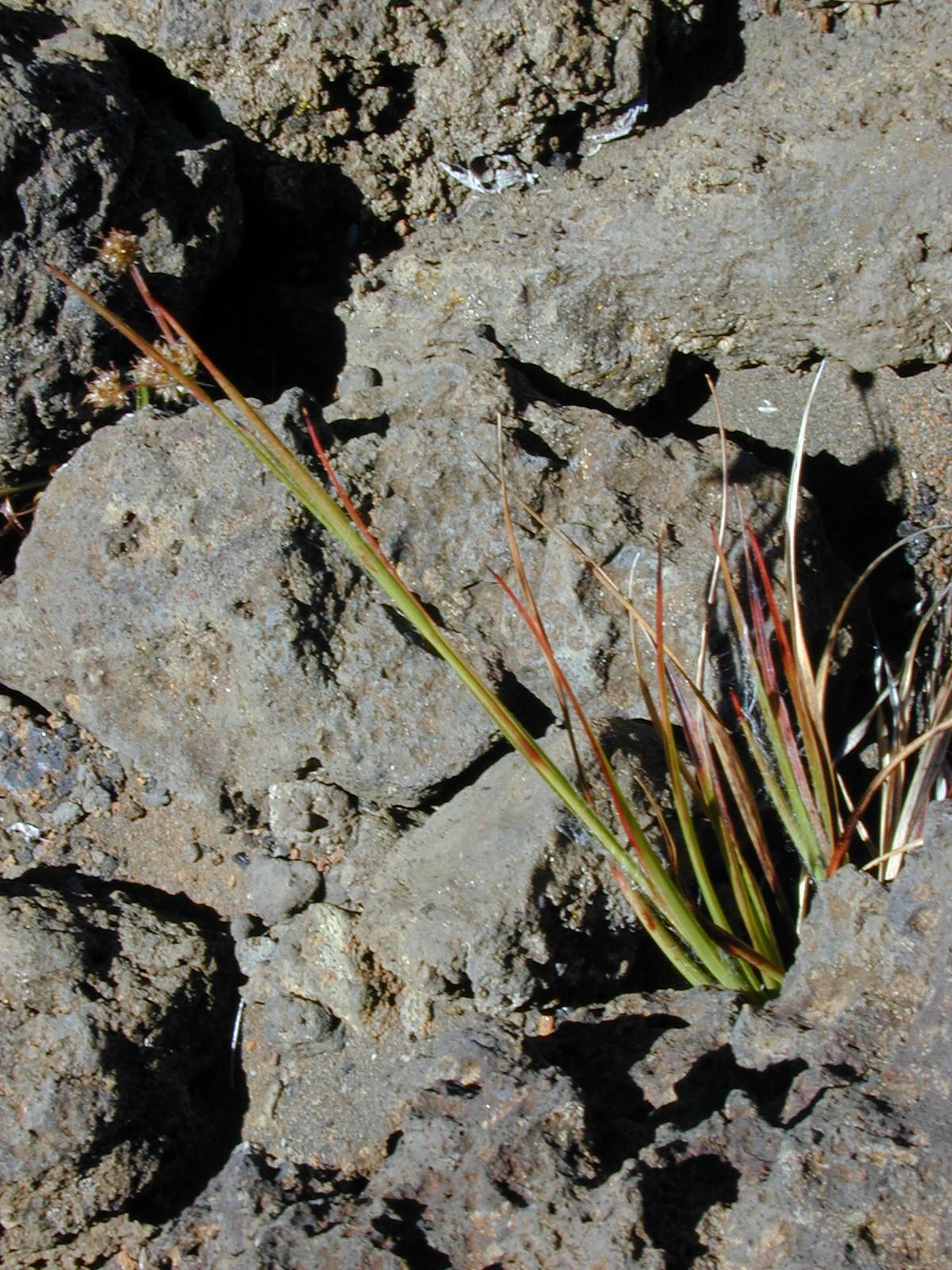
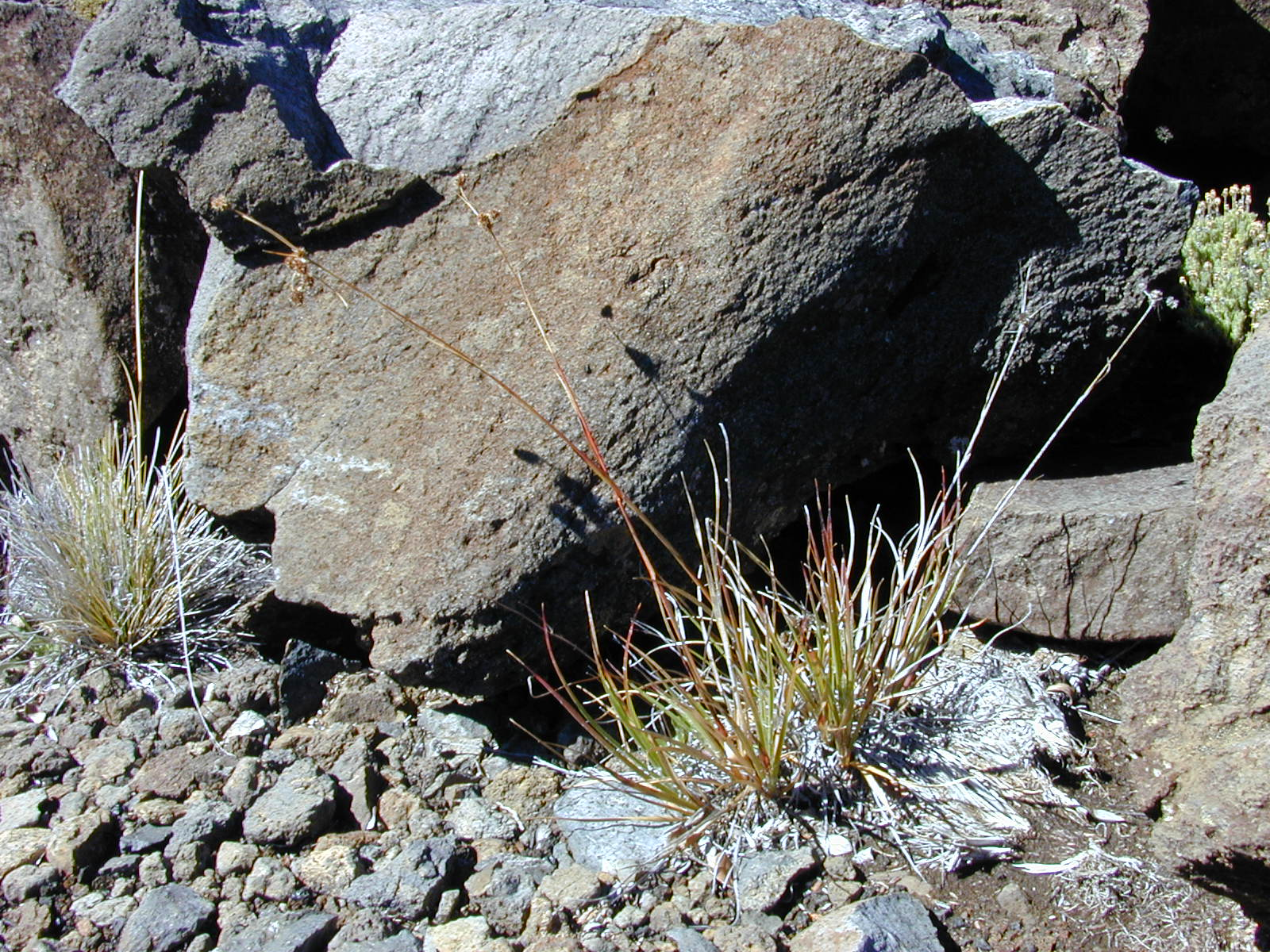
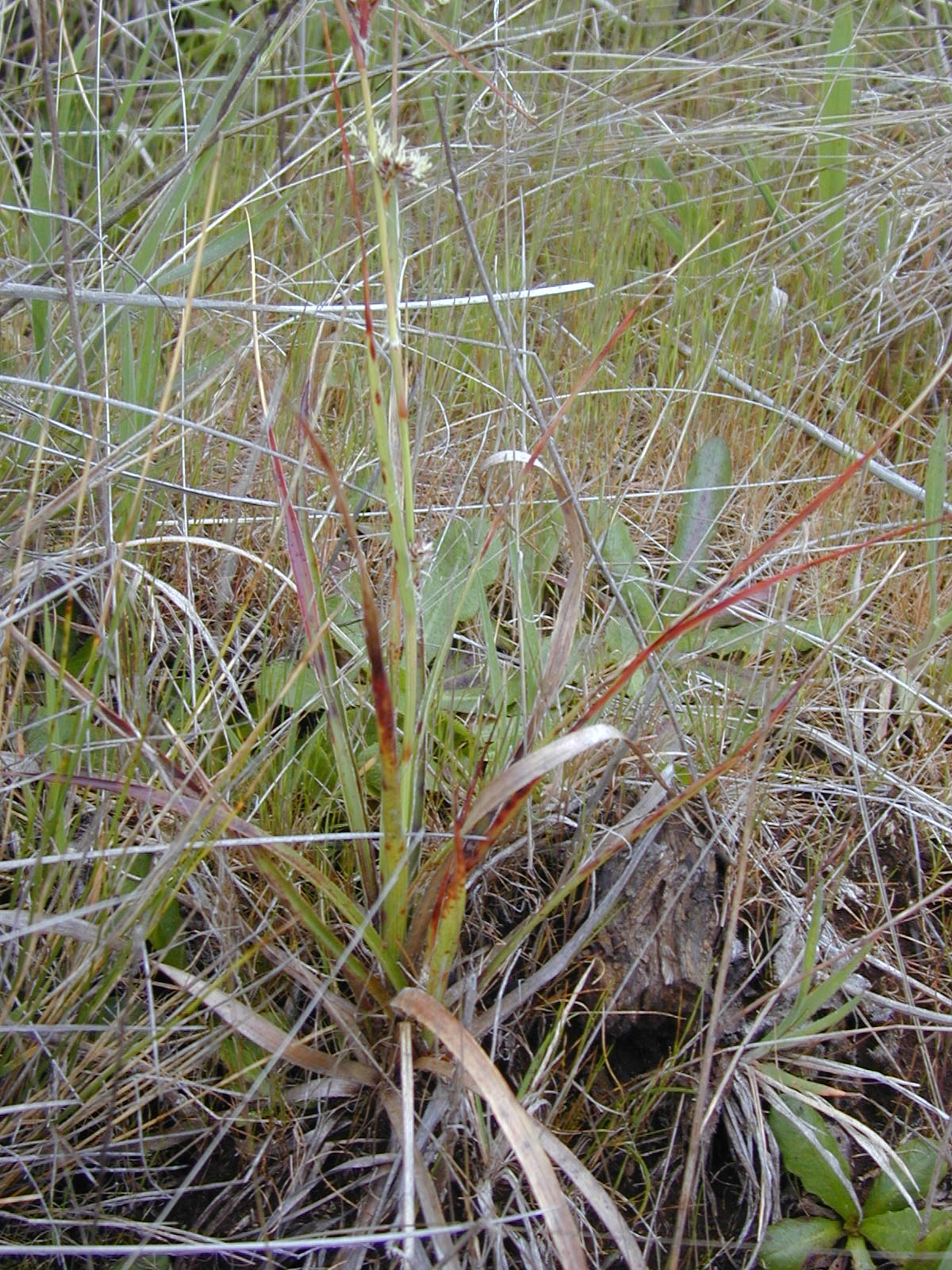